# Fonte Velha (Canha)
A Fonte Velha situa-se na freguesia de Canha, município do Montijo, fora do núcleo urbano, no prolongamento da Rua de Santo António.
A fonte situa-se num plano inferior, fazendo-se o acesso por meio de uma escada. De planta quadrangular, está delimitada por paredes, em que a nascente é protegida por uma abóbada. O registo mais antigo é de 1846, em que a Câmara de Aldeia Galega fez reparações na Fonte Pública de Canha. No entanto, pensa-se ter origem há 300 ou 400 anos. Em Março de 2008 esta fonte foi vandalizada por jovens residentes na freguesia, com recurso a sprays de tinta, apresentado então diversas gravuras nas paredes e pedras que a constituem. Posteriormente estes jovem foram chamados à atenção, e procederam à recuperação da pintura da fonte, permanecendo ainda marcas que não puderam ser removidas. Em junho foi novamente vandalizada, desta vez foram roubadas as antigas e pesadas correntes de ferro, que delimitavam o perímetro da fonte.[carece de fontes?]